# Nieuw-Westenrijkpolder
De Nieuw-Westenrijkpolder is een polder ten zuidoosten van Hoek, in de Nederlandse provincie Zeeland. De polder behoort tot de Polders tussen Axel, Terneuzen en Hoek.
De polder werd ingedijkt in 1616 en -na inundatie- herdijkt in 1665. De bedijking in 1616 kwam tot stand door een aantal inwoners van Delft, nadat Bartholt van Vlooswijk, de aanvankelijke belanghebbende, in juridische verwikkelingen terechtkwam. De naam verwijst naar de hoeve Westenrijk bij Woerden, van welke de Van Vlooswijks het tiendrecht bezaten.
De polder heeft een oppervlakte van 130 ha.